# Общий кризис капитализма
«О́бщий кри́зис капитали́зма» — понятие, широко использовавшееся в советской пропаганде. Впервые эта формулировка появилась в Третьей программе КПСС, обнародованной на XXII съезде (1961 г.).
Согласно советским идеологам, ОКК начался с Первой мировой войны и Октябрьской революции. Вторая мировая война и образование новых социалистических государств стали началом «второго этапа» ОКК. «Третий этап» ОКК начался в конце 1950-х годов.

## Симптомы общего кризиса капитализма
Третья программа КПСС перечисляет следующие признаки:
- отпадение от капитализма всё новых стран;

- ослабление позиций империализма в экономическом соревновании с социализмом (в 1950-е — 1960-е годы темпы роста советской экономики значительно превышали темпы роста ведущих капиталистических стран, хотя к 1980-м годам ситуация изменилась);

- распад колониальной системы империализма (советские идеологи надеялись, что освободившиеся государства в основном пойдут по «некапиталистическому пути»);

- обострение противоречий империализма с развитием государственно-монополистического капитализма и ростом милитаризма;

- усиление внутренней неустойчивости и загнивания капиталистической экономики, проявляющееся в растущей неспособности капитализма использовать полностью производительные силы (низкие темпы роста производства, периодические кризисы, постоянная недогрузка производственных мощностей, хроническая безработица);

- нарастание борьбы между трудом и капиталом;

- резкое обострение противоречий мирового капиталистического хозяйства;

- небывалое усиление политической реакции по всем линиям, отказ от буржуазных свобод и установление в ряде стран фашистских, тиранических режимов;

- глубокий кризис буржуазной политики и идеологии.

## Исторический фон
1950-е — 1960-е годы для капиталистических стран были благополучной эпохой. Экономика росла, экономические кризисы были незначительными, жизненный уровень рабочих неуклонно повышался, всё шире распространялась система социального обеспечения. В этих условиях стало невозможно повторять старые догмы о скором тотальном крахе капитализма. Вместо этого советские идеологи стали говорить об общем кризисе капитализма. То есть капитализм продолжает существовать и развиваться, но сфера его деятельности непрерывно сужается. На первое место вышли не надежды на социалистическую революцию в капиталистических державах, а планы расширения и развития мировой системы социализма, которая должна была постепенно вытеснять капитализм (см. также Мирное сосуществование).